# 日鞘

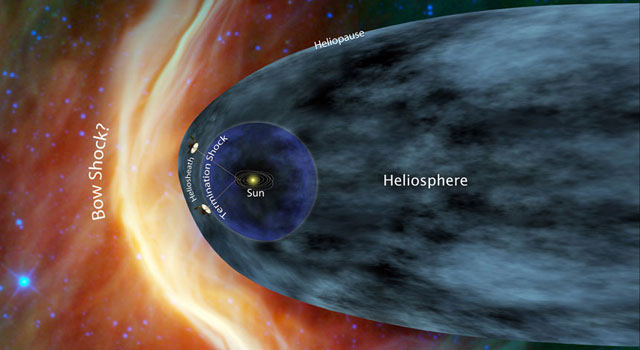
旅行者1号和旅行者2号2013年所在的位置

日鞘（英語：heliosheath）是在日球層頂和終端震波之間的區域，是太陽系外面的邊界，分布在太陽風創造出的氣泡邊緣。
日鞘與太陽的距離在80到100天文單位，目前还处于工作状态的旅行者1号和旅行者2号正在对日鞘进行研究。
在2005年5月，美国宇航局宣布航海家一號已經在2004年12月（距離太陽94天文單位的地方）越過終端震波進入日鞘中，而在稍早的2002年8月，在距離85天文單位的報告，则言之過早了。
航海家二號於2007年八月跨越終端震波並進入日鞘。

## 外部連結
- Observing objectives of NASA's Interstellar Probe.
- CNN: NASA: Voyager I enters solar system's final frontier （页面存档备份，存于） - May 25, 2005
- New Scientist: Voyager 1 reaches the edge of the solar system （页面存档备份，存于） - May 25, 2005
- Surprises from the Edge of the Solar System - Voyager 1 Newest Findings as of September 2006